# Cementerio Municipal de Yerba Buena
El Cementerio Municipal de Yerba Buena es un cementerio público municipal de Yerba Buena, Tucumán, Argentina. Se encuentra entre las calles Sabin, Marcial Imbaud, Jonás Salk y Uruguay.

## Historia
El cementerio comenzó a construirse en 1888, a partir de la ley provincial 545 que impulsaba la creación de una necrópolis para la naciente localidad de Yerba Buena. Para su construcción, Marcial Imbaud donó los terrenos del actual cementerio en honor de su hija Hildadura, que fue trasladada hasta allí. La necrópolis fue inaugurada en 1908, siendo ampliada en 1973 al construirse en un costado el Cementerio Jardín.
En 1983 se construyó un nuevo frente de acceso al camposanto, donde anteriormente existía una pequeña capilla y un depósito. El cementerio fue trazado en cuatro cuadrados, en los que cada uno tiene 18 filas, con entre 20 y 30 tumbas cada uno. En 2004, con la ley 7535, fue declarado Patrimonio cultural provincial. El cementerio posee una tumba sin nombre de una mujer hallada en el cerro San Javier, llamada la Almita de la Cumbre y que es venerada como Santo Popular. Alrededor de su tumba se creó un altar con flores, ofrendas, regalos en honor a favores concedidos, cuadernos e imágenes rotas de santos y vírgenes.

## Personalidades Sepultadas
- Dante Tito Segura (1942-1990) Reconocido folclorista, cantautor y guitarrista tucumano.[4]
- Tini Hill Terán de Medici (1905-1982) Laureada tenista ganadora de más de 100 trofeos de tenis.[5]
- Petrona Campero de Adami, primera maestra de Yerba Buena y quien da nombre a la actual escuela municipal de la ciudad.
- Oscar Sarulle, gobernador de Tucumán de facto en el periodo 1971-1973.